# Экономист (Остаться в живых)
«Экономист» (англ. The Economist) — третий эпизод четвёртого сезона драматического телесериала канала ABC «Остаться в живых», и 75-й во всём сериале. Премьера эпизода состоялась 14 февраля 2008 года на ABC в США и на CTV в Канаде. Сценарий к эпизоду написали соисполнительные продюсеры Эдвард Китсис и Адам Хоровиц, а режиссёром стал исполнительный продюсер Джек Бендер. В первой сюжетной линии эпизода Саид Джарра (Навин Эндрюс) и Кейт Остин (Эванджелин Лилли) ведут переговоры с Джоном Локком (Терри О’Куинн) по поводу заложницы Шарлотты (Ребекка Мэйдер), в то время как физик и член экипажа «Каханы» Дэниел Фарадей (Джереми Дэвис) обнаруживает, что время на острове идёт со смещением от остального мира. Другая сюжетная линия рассказывает о Саиде, который теперь работает убийцей после того, как он спасся с острова.
Во время премьерного показа в США «Экономиста» посмотрели 14 миллионов зрителей. Эпизод получил в целом положительные отзывы от критиков.

## Сюжет
Между Джеком Шепардом (Мэттью Фокс) и Майлзом Стромом (Кен Люн) происходит спор по поводу того, что делать с лидером Других, Беном Лайнусом (Майкл Эмерсон) и Шарлоттой, которая находится в плену у Локка, и которую ищут Майлз и его коллеги. Саид поминает Наоми Доррит и берёт её браслет. Затем он предлагает вернуть Шарлотту без кровопролития, взамен получив доступ полететь на вертолёте к кораблю, находящемуся недалеко от острова. Он берёт с собой Майлза и Кейт. Саид просит Джека не идти с ними, так как Джек рядом с Локком может вести себя непредсказуемо.
Пока Саида нету, Дэниел просит Реджину (Зои Белл), свою коллегу на судне, запустить ракету на остров. Реджина запускает ракету, но она прилетает только тридцать минут спустя. Когда она приземляется, Дэниел вытаскивает часы из неё и обнаруживает, что время на острове и за его пределами не синхронизировано.
Группа, возглавляемая Локком, прибывают на местоположение хижины Джейкоба, но её там не оказывается. Локк меняет курс и направляет группу к деревне, и он использует Хёрли (Хорхе Гарсиа), чтобы устроить засаду Саиду, Кейт и Майлзу. За Кейт наблюдает Сойер (Джош Холлоуэй) и они обсуждают свои причины, по которым они хотят или не хотят возвращаться домой. Кейт, понимая, что после спасения её арестуют за её преступления, решает переметнуться к группе Локка. Саид ведёт переговоры с Локком, чтобы обменять Шарлотту на Майлза, чтобы он смог попасть на корабль. Локк говорит ему, что это необязательно, так как у Бена есть шпион на этом корабле, на что Саид отвечает, что он скорее продаст свою душу, нежели доверится Бену.
Возле вертолёта Десмонд Хьюм (Генри Иан Кьюсик) расспрашивает пилота Фрэнка Лапидуса (Джефф Фэйи) о фотографии, которая была у Наоми, на которой изображены он и его бывшая невеста Пенелопа Уидмор (Соня Уолгер). Фрэнк отрицает, что знает её, но тем не менее Десмонд требует того, чтобы он получил место на вертолёте. В это же время возвращается Саид, но только с Шарлоттой. Хотя Фрэнк и обвиняет Саида в нечестности, он считает Майлза «занозой в заднице», и он соглашается вывести его с острова.
Флэшфорварды эпизода сосредоточены на Саиде, находящемся в Берлине. За это время он стал одним из членов «Шестёрки Oceanic». Он работает наёмным убийцей и он ухаживает за немкой Эльзой (Текла Ретён), чтобы приблизиться к её работодателю (тому самому «экономисту»). После нескольких свиданий, Саид подходит к Эльзе, которая оказывается контрразведчицей, и она неожиданно стреляет Саиду в плечо. Саиду удаётся застрелить и убить Эльзу. В конце эпизода Саиду залечивает рану Бен, который даёт ему другое задание. Саид становится более настороженным, так как они теперь знают, что он ищет их, на что Бен отвечает: «Хорошо».

## Производство
История о будущем Саида была вдохновлена шпионской литературой — в частности, сценаристов «тяготело» написать сценарий к истории, очень похожей на франшизу о Джейсоне Борне. История была оправдана статусом Саида как члена «Шестёрки Oceanic», так как его статус знаменитости обеспечивает идеальное прикрытие для его тайной деятельности. Сценарий к эпизоду был написан осенью 2007 года. В конце первой сцены в Берлине показан флаг на здании через дорогу от места, где стоял Саид. Это был флаг бывшей ГДР.
Важной сценой в этом эпизоде был эксперимент Фарадея и выявленная разница во времени. Эта сцена установила важную тему «путешествия во времени» для последующих эпизодов. В подкасте к эпизоду, шоураннеры сериала Карлтон Кьюз и Деймон Линделоф далее обсудили разницу во времени как часть уже существующей темы, касающейся передвижения между островом и остальным миром. В частности эта тема была упомянута в видео DHARMA Initiative об «Орхидее», которое впервые было показано на Comic-Con в 2007 году.
Однако некоторые сцены в эпизоде приобрели непреднамеренную важность. Второй раз за три года Бостон Ред Сокс выиграла Мировую серию в 2007 году. Это случилось после того, как был написан сценарий к эпизоду, что вызвало вопрос: «Возможно ли, что Лапидус, на самом деле, из 2008 года?» Вопрос был вызван раздражённым ответом Лапидуса по этому поводу. Аналогично, единственная причина, по которой у Эльзы и Наоми были похожие браслеты, заключалась в том, что для Саида они служили «эмоциональным ориентиром». После выхода эпизода, продюсеры получили письма по обоим вопросам.
Навину Эндрюсу понравилось играть свою роль в «Экономисте». Он оценил то, что в отличие от третьего сезона, он смог «двигать историю вперёд», что, по его мнению, было «гораздо более интересно и поощрительно». История эпизода «бросила [его] в ступор», и он был доволен тем, насколько многосложным был эпизод.

## Реакция
«Экономиста» посмотрели 13,76 миллионов американских зрителей, что сделало «Остаться в живых» самой просматриваемой программой недели. Согласно рейтинговой системе Нильсена, среди зрителей категории возраста 18-49 лет, доля зрителей составляет 5,8/15. В Великобритании, «Остаться в живых» посмотрели 1,2 миллионов зрителей.
В «TV Guide» были заранее показаны первые четыре эпизода четвёртого сезона, и их назвали «достойными ожидания» и «эмоционально удовлетворяющими». «TV Guide» также заявил, что они «обеспечивают сюжетные повороты, которые заставят фанатов волноваться и придумывать разные теории». Сара Васкес из eFluxMedia посчитала сцену, где Дэниел обнаруживает расхождение во времени, самой умопомрачительной сценой в эпизоде. В «Entertainment Weekly» прокомментировали, что «второй год подряд, Купидону пнули между ног», так как эпизод «Вспышки перед глазами» также транслировался в День святого Валентина. Также в рецензия обсуждалась возможная библейская аллегория к Книге пророка Даниила. Однако Марк Мэдли из «National Post» посчитал, что этот эпизод, наряду с предыдущими двумя, выдал слишком много деталей сюжета, и он также сравнил сюжетную линию за пределами острова с «ужасным фильмом „Наёмные убийцы“ со Сталлоне и Бандерасом». Дон Уильямс из «BuddyTV» посчитал, что сцена, где Саид избавляется от телефона после звонка Бену, «похожа на эпизод сериала „Шпионка“», и он закончил свой обзор, сказав «считайте, что у меня снова произошёл взрыв мозга». МэриЭнн Йохансон из Film.com назвала эпизод «умопомрачительным», и она предположила, что Саид работал на Бена ещё до крушения самолёта, и что крушение Oceanic 815 было преднамеренным. Крис Каработт из IGN заявил, что в эпизоде «Саид Джарра — крутой парень, который мог бы составить серьёзную конкуренцию Джеку Бауэру, Джеймсу Бонду и Джейсону Борну», и он также похвалил природу «Остаться в живых» за то, что у них может быть «беззаботный эпизод с участием Хёрли, за которым потом может последовать шпионский триллер с Саидом в главной роли». Он похвалил эпизод за то, что он является прекрасным примером сериального телевидения, и он посчитал, что двойная игра Эльзы "очень напоминает Веспер Линд и её истинного работодателя в «Казино „Рояль“»". В целом, он оценил эпизод на 8,6 из 10.